# AITO M7
Huawei Aito M7 — электромобиль-внедорожник и подзаряжаемый гибрид, выпускаемый с 2022 года компанией Dongfeng под брендом AITO. В марте 2023 года автомобиль был переименован в Huawei AITO M7.

## Описание
AITO M7 является шестиместным автомобилем премиум-класса с 3 рядами сидений. Второй ряд оснащён сиденьями с нулевой гравитацией, которые раскладываются для обеспечения более удобного положения пассажиров. Компания утверждает, что, сведя колени и бёдра на один уровень и обеспечив угол между бёдрами и туловищем 113 градусов ровно, можно улучшить кровообращение. Звуковая система M7 с 19 динамиками представлена компанией Huawei. В сентябре 2023 года был анонсирован Seres 7.

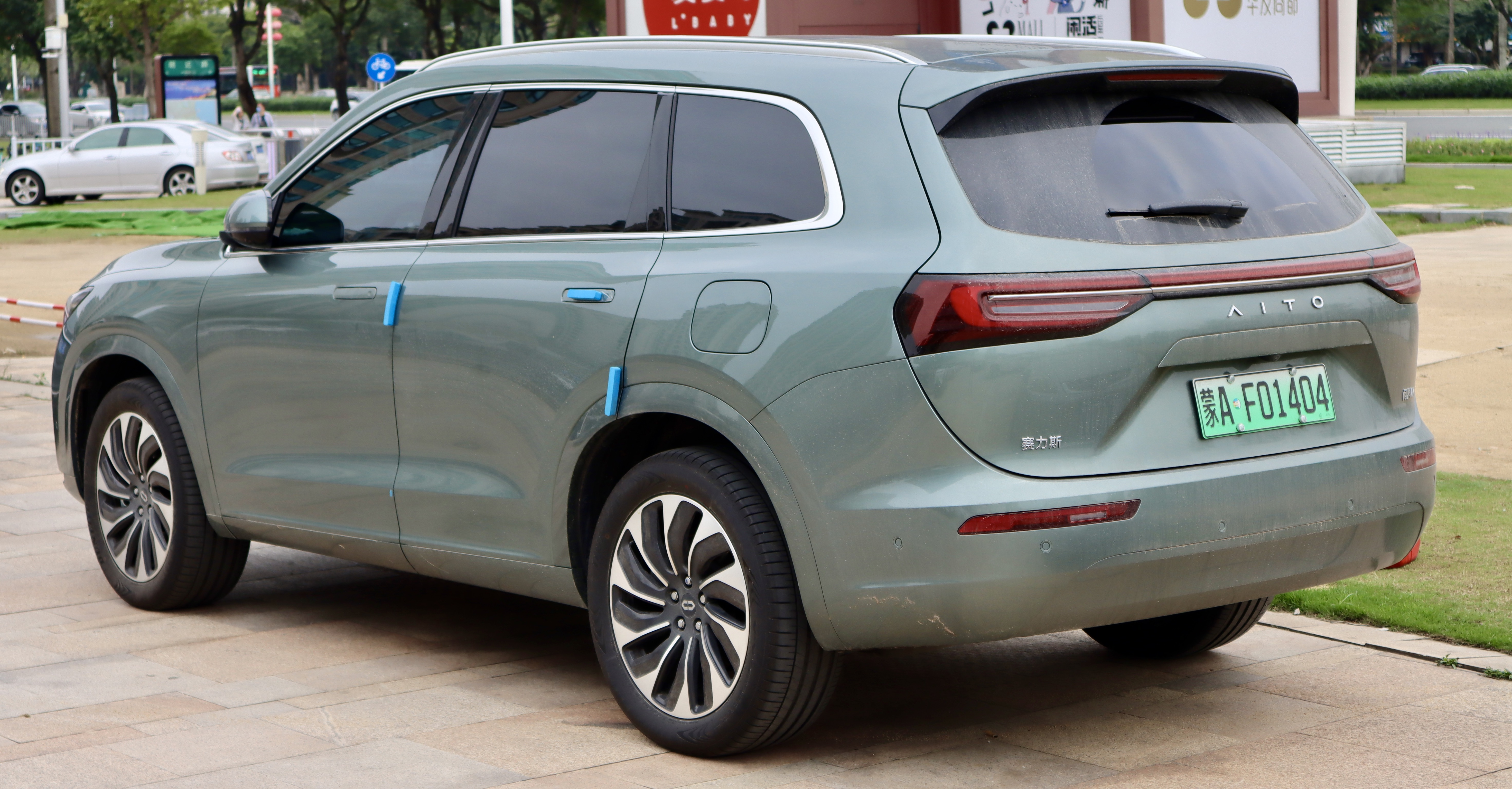
Вид сзади
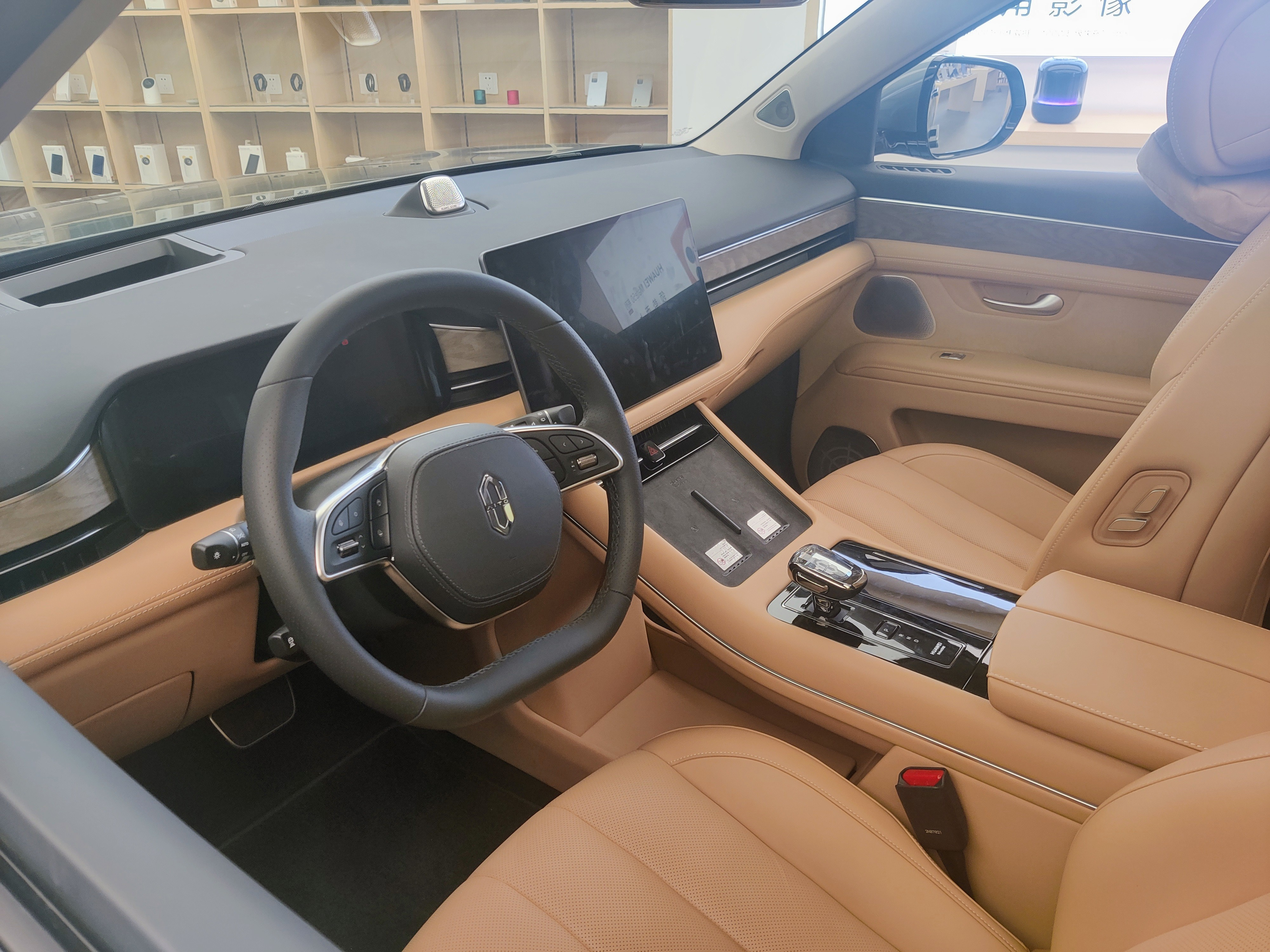
Интерьер

## Технические характеристики
AITO M7 оснащён 1,5-литровым турбодвигателем мощностью до 90 кВт и электродвигателем мощностью 200 кВт. Запас хода составляет 195 км.

## Комплектации
Luxury
1.5 АТ 449л.с. 4х4
Flagship
1.5 АТ 449л.с. 4х4
Premium
1.5. АТ 449л.с. 4х4

## В России
AITO M7 продаётся в России с 2023 года у дилеров в Москве, Санкт-Петербурге и Благовещенске. В зависимости от комплектации цены варьируются от 4,4 млн до 5,67 млн рублей.